# Thomas Tinnefeld
Thomas Tinnefeld (* 1960) ist ein deutscher Sprachwissenschaftler und seit 2008 W3-Professor für angewandte Sprachen an der Hochschule für Technik und Wirtschaft des Saarlandes. Zuvor war er an den Universitäten Duisburg, Göttingen, in der niedersächsischen Lehrerbildung sowie in Taiwan tätig. Er ist Herausgeber der internationalen Zeitschrift Journal of Linguistics and Language Teaching.
Seine Forschungsschwerpunkte sind Fachsprachenforschung, Schreibforschung, Grammatik(ographie) und Prüfungsdidaktik.

## Werke in Auswahl
- (Hrsg.) Grammatikographie und Didaktische Grammatik – gestern, heute, morgen. Gedenkschrift für Hartmut Kleineidam anlässlich seines 75. Geburtstages. htw saar, Saarbrücken 2015, ISBN 978-3-942949-09-5.
- (Hrsg., unter Mitarbeit von Christoph Bürgel, Ines-Andrea Busch-Lauer, Frank Kostrzewa, Michael Langner, Heinz-Helmut Lüger, Dirk Siepmann) Fremdsprachenunterricht im Spannungsfeld zwischen Sprachwissen und Sprachkönnen. htw saar, Saarbrücken 2014, ISBN 978-3-942949-05-7
- Dimensionen der Prüfungsdidaktik. Analysen und Reflexionen zur Leistungsbewertung in den modernen Fremdsprachen. htw saar, Saarbrücken 2013, ISBN 978-3-942949-02-6.
- (Hrsg., unter Mitarbeit von Ines-A. Busch-Lauer, Hans Giessen. Michael Langner, Adelheid Schumann): Hochschulischer Fremdsprachenunterricht. Anforderungen – Ausrichtung – Spezifik. htw saar, Saarbrücken 2012, ISBN 978-3-942949-00-2.
- Prüfungsdidaktik. Zur Fundierung einer neuen wissenschaftlichen Disziplin – am Beispiel der modernen Fremdsprachen. Shaker, Aachen 2002 (Sprache & Kultur), ISBN 3-8322-0387-7.
- Mängel in der Unterscheidung zwischen geschriebener und gesprochener Sprache im Deutschen als Fehlerursache beim schriftlichen Fremdsprachengebrauch. Shaker, Aachen 1999, ISBN 3-8265-4942-2.
- Die Syntax des ´Journal officiel´. Eine Analyse der Fachsprache des Rechts und der Verwaltung im Gegenwartsfranzösischen. Bochum 1993, ISBN 3-925453-16-4.
- (Hrsg. zusammen mit Heiner Pürschel) Moderner Fremdsprachenunterricht zwischen Interkulturalität und Multimedia. Reflexionen aus Wissenschaft und Praxis. Bochum 2005; ISBN 3-925453-46-6.